# Isabelle van Keulen

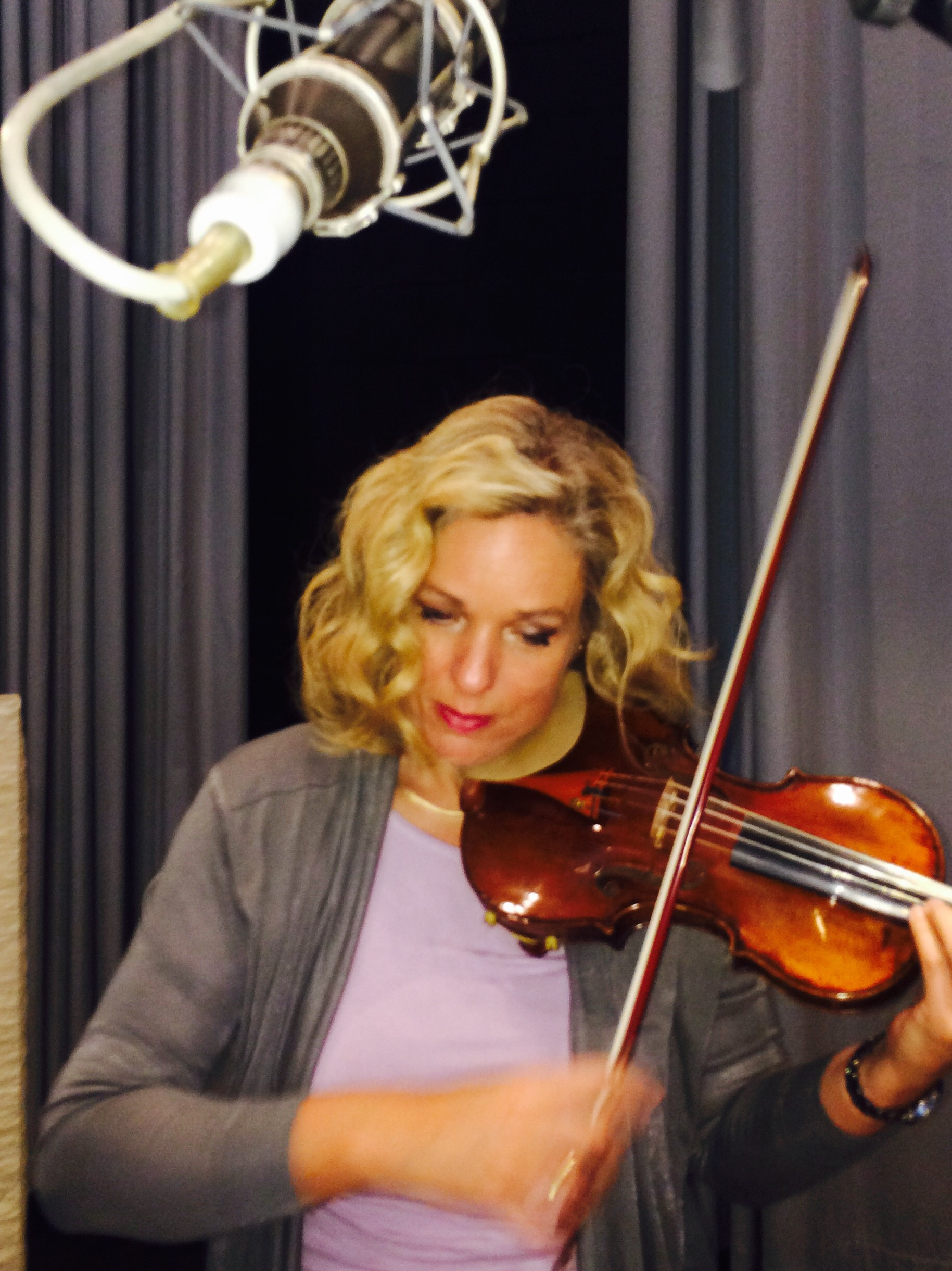
Isabelle van Keulen (2015)

Isabelle van Keulen (* 16. Dezember 1966 in Mijdrecht, Niederlande) ist eine niederländische Geigerin und Bratschistin.

## Leben und Wirken
Sie begann im Alter von sechs Jahren mit dem Violinspiel. Ihr Studium begann sie am Amsterdamer Sweelinck Konservatorium und setzte es später bei Sándor Végh am Salzburger Mozarteum fort. Zentrales Element ihres Schaffens ist die Kammermusik sowie nicht zuletzt die Interpretation zeitgenössischer Künstler.
Zeitgenössische Komponisten wie Theo Loevendie und Erkki-Sven Tüür haben für sie Violinkonzerte geschrieben. 1984 siegte sie beim Eurovision Young Musicians.
1996 gründete sie in ihrer Heimat das internationale Kammermusikfestival in Delft. Dort war sie sowohl als Interpretin als auch bis 2006 als Leiterin tätig. Sie konzertierte unter anderem zusammen mit Leif Ove Andsnes, Håkan Hardenberger, Gidon Kremer, Heinrich Schiff und Thomas Adès.
2011 gründete sie zusammen mit der Pianistin Ulrike Payer, dem Bandoneonisten Christian Gerber und ihrem Ehemann, dem Kontrabassisten Rüdiger Ludwig das Isabelle van Keulen Ensemble, um die Kompositionen Astor Piazzollas auf den internationalen Konzertpodien zur Aufführung zu bringen, was zu einer CD/DVD/BluRay-Produktion des Labels Challenge Classics und umfangreicher Konzerttätigkeit auch in diesem Genre führte. Einen großen Erfolg erzielte Isabelle van Keulen mit ihrem Ensemble im August 2019 mit einer neuartigen Darstellung von Astor Piazzollas Musik in Anlehnung an die Musik Johann Sebastian Bachs. Die völker- und kulturverständigende Aufführung fand anlässlich des Schleswig-Holstein Musik Festivals im Konzertsaal Alsion im dänischen Sonderburg statt. Seit 2012 lehrt sie als Professorin an der Hochschule Luzern Musik für Violine und Viola sowie Kammermusik.
Auf Konzerten rund um den Globus musizierte sie unter anderem mit den Orchestern Berliner Philharmoniker, Symphonieorchester des Bayerischen Rundfunks, Wiener Symphoniker, Tonhalle-Orchester Zürich, Philharmonia Orchestra London Gewandhausorchester Leipzig und Kammerorchester Basel.
Sie arbeitete mit den Dirigenten Mark Elder, Valery Gergiev, Neeme Järvi, Sir Neville Marriner, Sir Roger Norrington, Osmo Vänskä, Hugh Wolff und David Zinman.

## CD (Auswahl)
- Französische Violinsonaten Vol. 1 und 2, 1995
- Alfred Schnittke Violakonzert & Witold Lutosławski Chain II, Koch 1995
- Klassik für Millionen – Mozart von Isabelle Van Keulen, Concertgebouw-Kammerorchester, 1997
- Violinsonaten von Brahms, Dietrich und Clara und Robert Schumann, 1998
- Eloquence – Mozart (Violinkonzerte) von Isabelle Van Keulen, Concertgebouw-Kammerorchester 1998
- Erkki-Sven Tüür Violinkonzert, ECM 2003
- Sergej Prokofiev – Werke für Violine und Klavier, mit Ronald Brautigam, Challenge, 2012
- Tango! – Musik von Astor Piazzolla, Challenge 2013
- Ludwig van Beethoven – sämtliche Violinsonaten mit Hannes Minnaar, Klavier, Challenge, 2014
- Grand Tango – Musik von Astor Piazzolla mit dem Isabelle van Keulen Ensemble, Challenge, 2016
- Ludwig van Beethoven – Violinkonzert und Tripelkonzert, zusammen mit dem Wiener Kammerorchester, Julian Steckel, Violoncello und Stefan Vladar, Klavier und Leitung, Capriccio 2016
- Ángeles y Diablo – Musik von Astor Piazzolla mit dem Isabelle van Keulen Ensemble, Challenge, 2018
- Sergej Prokofiev – Violin Concerto No.1, Walton – Viola Concerto and Vaughan-Williams - “The Lark Ascending”, Andrew Manze, Kerri-Lynn Wilson and Andrew Litton, NDR Radiophilharmonie, Challenge 2018